# Тип 85
«Тип 85» — китайский основной боевой танк, ставший поворотным пунктом в китайском танкостроении, завершив череду модернизаций старых советских танков. Главным отличием нового танка является сварная башня с развитой кормовой нишей (по типу западных танков), установленная на шасси танка Тип 88.

## Модификации
- Тип 85 — прототип.
- Тип 85-I (Storm I) — опытный, новая башня с комбинированным модульным бронированием и автоматом заряжания, новая 105-мм нарезная пушка Type 83-I.
- Тип 85-II (Storm II) — опытный, мощность двигателя — 800 л.с., середина 80-х гг = 105-мм нарезная пушка Type 83-I.
- Тип 85-IIA — экспортная модификация для Пакистана = 105-мм нарезная пушка Type 83-I.
- Тип 85-IIM — экспортная модификация для Пакистана, новая башня, автомат заряжания, начало 90-х = 125-мм гладкоствольная пушка (нелицензионная копия 2А46).
- Тип 85-IIAP — лицензионная версия для Пакистана, 1991 г = 125-мм гладкоствольная пушка (нелицензионная копия 2А46).
- Тип 85-III — опытный, установлен более мощный двигатель 1000 л.с. и навесная динамическая защита , 1995 г = 125-мм гладкоствольная пушка (нелицензионная копия 2А46).

## На вооружении
- Китай: некоторое количество БРЭМ на базе Тип 85, по состоянию на 2016 год[1].
- Пакистан: более 275 единиц, по состоянию на 2016 год[2].
- Судан: 10 Тип-85-IIM, по состоянию на 2016 год[3]. Местное обозначение Al-Bashier.